# Celtic Woman
Celtic Woman (Keltské ženy) je ženský hudební soubor, který sestavili Sharon Browne a David Downes, bývalý muzikálový režisér irské show Riverdance. V roce 2004 našel pět irských hudebnic, které spolu nikdy předtím nespolupracovaly: zpěvačky Chloë Agnew, Órla Fallon, Lisa Kelly a Méav Ní Mhaolchatha a houslistku Máiréad Nesbitt a postavil je do popředí skupiny nazvané Celtic Woman. Downes vytvořil repertoár složený z tradičních keltských melodií a moderních písní.

## Diskografie
| Název                                      | Český překlad         | Datum vydání       | Formát            | Region                       | Umístění v žebříčcích |
| ------------------------------------------ | --------------------- | ------------------ | ----------------- | ---------------------------- | --------------------- |
| Celtic Woman                               |                       | 1. března 2005     | CD & DVD          | Mezinárodně                  |                       |
| Celtic Woman: A Christmas Celebration      | Oslavy Vánoc          | 3. října 2006      | CD & DVD          | Mezinárodně                  |                       |
| Celtic Woman: A New Journey                | Nová cesta            | 30. ledna 2007     | CD & DVD          | Mezinárodně                  |                       |
| Celtic Woman: A Celtic Family Christmas[1] | Vánoce keltské rodiny | 14. října 2008     | CD                | US                           |                       |
| Celtic Woman: The Greatest Journey         | Největší cesta        | 28. října 2008     | CD & DVD          | Mezinárodně                  |                       |
| Celtic Woman: Songs from the Heart         | Písně od srdce        | 26. ledna 2010     | CD & DVD          | Mezinárodně                  | UK: #122[2]           |
| Celtic Woman: Lullaby                      | Ukolébavka            | 15. února 2011     | CD                | Mezinárodně                  |                       |
| Celtic Woman: Believe (Compilation)        | Víra                  | 25. května 2011    | CD & DVD          | Japonsko                     |                       |
| Celtic Woman: An Irish Journey[3]          | Irská cesta           | 3. října 2011      | CD                | EU                           |                       |
| Celtic Woman: A Celtic Christmas[4]        | Keltské Vánoce        | 25. listopadu 2011 | CD                | EU                           |                       |
| Celtic Woman: Believe[5]                   | Víra                  | 24. ledna 2012     | CD & DVD          | Mezinárodně (kromě Japonska) |                       |
| Celtic Woman: Home for Christmas           | Domů na Vánoce        | 9. října 2012      | CD, DVD & Blu-ray | Mezinárodně                  |                       |
| Celtic Woman: Silent Night[6]              | Tichá noc             | 9. října 2012      | CD                | US                           |                       |
| Celtic Woman: Emerald - Musical Gems       | Hudební klenoty       | 24. února 2014     | CD, DVD & Blu-ray | Mezinárodně                  |                       |